# Bathycongrus bertini
Bathycongrus bertini es una anguila de la familia de los cóngridos. Fue descrito por Max Poll en 1953, originalmente bajo el género Congermuraena.
Es una anguila marina que habita en aguas profundas y se encuentra desde Mauritania hasta Angola, en el Océano Atlántico oriental. Habita a una profundidad de 200 a 400 metros. Los machos pueden alcanzar una longitud total máxima de unos 39 centímetros.
Es inofensivo para los humanos y su índice de vulnerabilidad es de bajo a moderado (32 de 100).